# Waldemar Jan Dziak

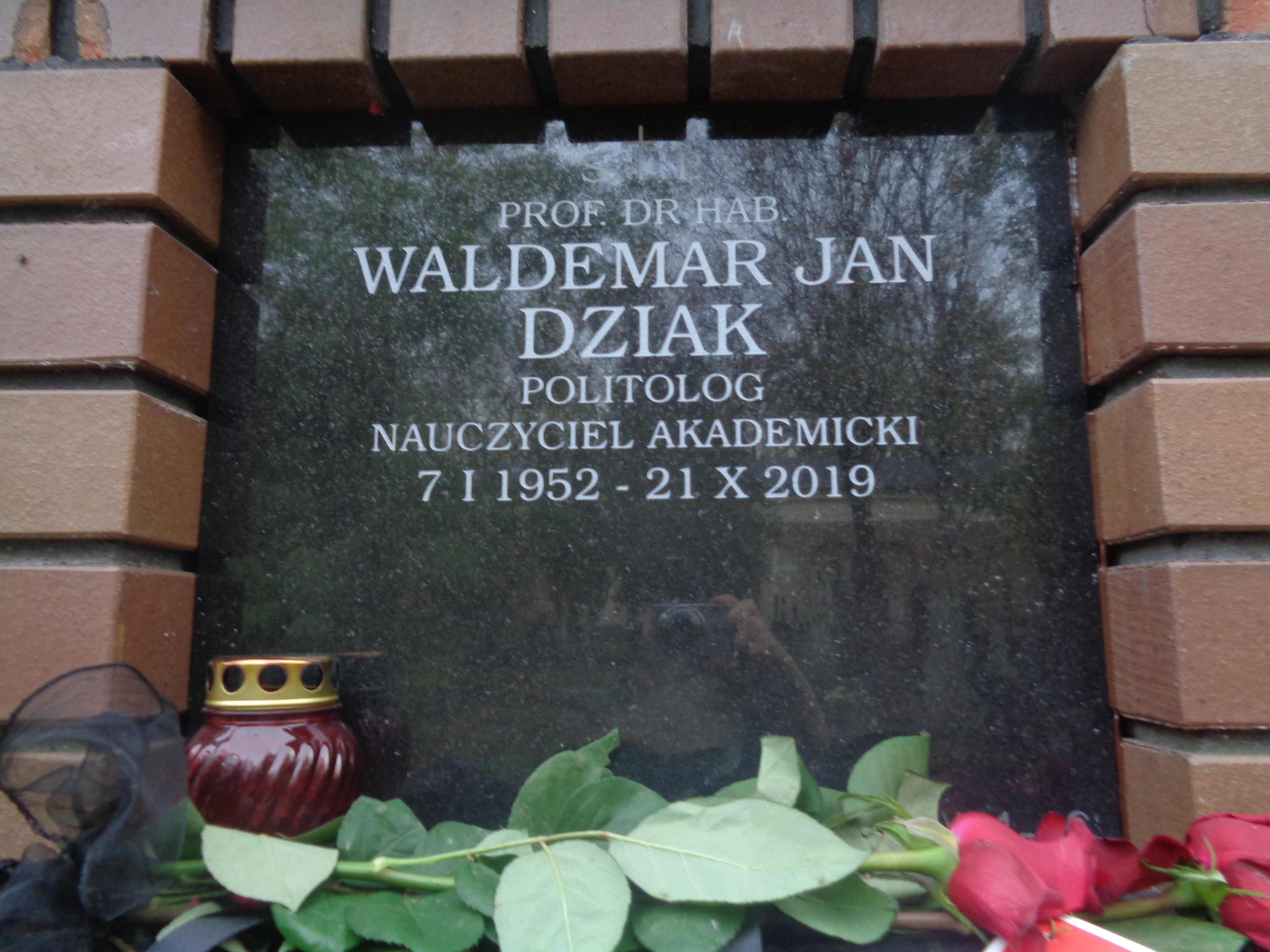
Grób Waldemara Dziaka na cmentarzu Powązkowskim

Waldemar Jan Dziak, pseudonimy Waldemar Ogiński, Waldemar Jan Ogiński (ur. 7 stycznia 1952 w Warszawie, zm. 21 października 2019 tamże) – polski naukowiec, politolog i pisarz, profesor nauk humanistycznych. Od 1991 związany z Instytutem Studiów Politycznych Polskiej Akademii Nauk. Wykładowca kilku polskich uczelni wyższych (m.in.: Collegium Civitas, Akademia Dyplomatyczna).
Był specjalistą w zakresie stosunków międzynarodowych. Tematem jego badań była problematyka krajów bałkańskich oraz krajów Dalekiego Wschodu, ze szczególnym uwzględnieniem: Albanii, Bośni i Hercegowiny, Korei Północnej i Chin.

## Życiorys
Syn Mieczysława i Marianny. Absolwent XXX Liceum Ogólnokształcącego im. Jana Śniadeckiego w Warszawie. W 1976 roku ukończył studia na Wydziale Dziennikarstwa i Nauk Politycznych Uniwersytetu Warszawskiego. W 1982 roku tamże obronił rozprawę doktorską Walka o koncepcje linii politycznych Komunistycznej Partii Chin w latach 1956–1960 (promotor – Eugeniusz Zieliński), za którą otrzymał nagrodę rektora II stopnia. W latach 1976–1990 pracownik naukowy Uniwersytetu Warszawskiego. Od 1991 adiunkt w Instytucie Studiów Politycznych Polskiej Akademii Nauk (ISP PAN). W 2001 uzyskał habilitację, przedstawiając dzieło Kim Ir Sen. Dzieło i polityczne wizje. W 2010 otrzymał tytuł naukowy profesora nauk humanistycznych. Od 2001 był członkiem Rady Naukowej ISP PAN. Od 2007 był kierownikiem Zakładu Azji i Pacyfiku oraz Centrum Badań Azji Wschodniej w ISP PAN. Od 2017 kierownik Zakładu Bezpieczeństwa Globalnego i Studiów Strategicznych PAN. W latach 2006–2010 był rektorem Wyższej Szkoły Komunikowania i Mediów Społecznych im. Jerzego Giedroycia w Warszawie. Wśród wypromowanych przez niego doktorów znaleźli się Jerzy Bayer (2005), Nicolas Levi (2012), Krzysztof Sajewski (2015).
Od lat 90. XX wieku współpracował zawodowo z polskimi mediami. Początkowo, pod pseudonimem Waldemar Ogiński, był komentatorem w Tok FM. W latach 1999–2001, od poniedziałku do piątku, w godzinach 7:00–10:00, prowadził audycje radiowe z cyklu Rozmowy niekontrolowane. Popularność radiowa pozwoliła mu zaistnieć w telewizji. Na antenie TV Puls przez krótki czas był gospodarzem programu publicystycznego Humory Waldemara Ogińskiego. Z kolei pod pseudonimem Waldemar Jan Ogiński prowadził program publicystyczny Salon polityczny w Superstacji. We wrześniu 2016, po pięciu miesiącach współprowadzenia programu TVP W tyle wizji, zrezygnował z udziału w nim. Regularnie był gościem różnych programów telewizyjnych i radiowych jako ekspert od spraw międzynarodowych.
Był autorem książek przede wszystkim o tematyce dotyczącej Chin i Korei Północnej. W 2004 biografia polityczna Kim Dzong Ila jego autorstwa spotkała się z reakcją ze strony władz Korei Północnej – zabroniono mu dożywotnio wjazdu na terytorium tego kraju.
W latach 2013–2015 był doradcą ds. promocji i mediów w zarządzie SK Banku. W latach 1994–2009, równolegle z działalnością naukową, prowadził działalność biznesową: był prezesem lub wiceprezesem spółek zajmujących się ekologicznym wykorzystaniem odpadów, utylizacją i recyklingiem.
W 2015 za zasługi w działalności na rzecz rozwoju nauki został odznaczony Złotym Krzyżem Zasługi.

## Publikacje
Autor lub współautor następujących prac:
- 1982 Walka o koncepcję linii politycznej Komunistycznej Partii Chin w latach 1956–1960
- 1988 Eurokomunizm: Teoria i praktyka
- 1990 Stalin. Stalinizm. Stalinowcy
- 1989 Albania między Belgradem, Moskwą a Pekinem 1948–1978
- 1992 W kraju Orwella. O funkcjonowaniu północnokoreańskiego modelu państwa totalitarnego
- 1996 Chiny – wschodzące supermocarstwo
- 2001 Kim Ir Sen. Dzieło i polityczne wizje
- 2003 Korea. Pokój czy wojna
- 2004 Kim Jong II
- 2006 Korea & Chiny, tom 1 i 2
- 2007 Mao. Zwycięstwa. Nadzieje. Klęski[12]
- 2009 Korea Północna u źródeł rodzinnej sukcesji władzy
- 2009 Pająk z Góry Katsuragi
- 2010 Pjongjang. Rok 1956.
- 2011 Republika Korei. Zarys ewolucji systemu politycznego[13]
- 2012 Porywacze Yodogo
- 2013 Kim Dzong Un. Kronika życia i walki
- 2014 Chińska Armia Ludowo-Wyzwoleńcza
- 2015 Tybet. Szkice z dziejów chińsko-tybetańskich
- 2015 Historia polityczna Chin 1839–2014. Kronika najważniejszych wydarzeń
- 2016 Historia polityczna Chin 1839–2014. Konspekt analityczny
- 2016 Korea Północna. Wewnętrzne wektory trwania (z Krzysztofem Sajewskim)